# Bielanki (wieś)
Bielanki – wieś w Polsce położona w województwie łódzkim, w powiecie brzezińskim, w gminie Brzeziny.
| SIMC    | Nazwa     | Rodzaj    |
| ------- | --------- | --------- |
| 0725364 | Żabieniec | część wsi |

W latach 1975–1998 miejscowość administracyjnie należała do województwa skierniewickiego.